# Lipniki (rejon postawski)
Lipniki (biał. Ліпнікі; ros. Липники) – wieś na Białorusi, w obwodzie witebskim, w rejonie postawskim, w sielsowiecie Juńki.

## Historia
W czasach zaborów w gminie Postawy, w powiecie dzisieńskim, w guberni wileńskiej Imperium Rosyjskiego.
W dwudziestoleciu międzywojennym wieś leżała w Polsce, w województwie wileńskim, w powiecie duniłowickim, od 1926 w powiecie dziśnieńskim, w gminie Postawy.
Według Powszechnego Spisu Ludności z 1921 roku zamieszkiwało tu 213 osób, 15 było wyznania rzymskokatolickiego a 198 prawosławnego. Jednocześnie 2 mieszkańców zadeklarowało polską a 211 białoruską przynależność narodową. Było tu 40 budynków mieszkalnych. W 1931 w 46 domach zamieszkiwało 230 osób.
Wierni należeli do parafii rzymskokatolickiej i prawosławnej w Postawach. Miejscowość podlegała pod Sąd Grodzki w Postawach i Okręgowy w Wilnie; właściwy urząd pocztowy mieścił się w Postawach.
W 1938 roku miejscowość należała do gromady Baranowicze gminy Postawy.
Po agresji ZSRR na Polskę w 1939 roku wieś znalazła się w granicach BSRR. W latach 1941–1944 była pod okupacją niemiecką. Następnie leżała w BSRR. Od 1991 roku w Republice Białorusi. Do 2013 wieś wchodziła w skład sielsowietu Szyrki.
Urodził się tu Wasilij Osienienko.